# LO-20 (Spanje)
De LO-20 is de zuidelijke randweg van de Spaanse stad Logroño. De weg begint bij Fuenmayor en eindigt bij het industrieterrein La Portalada, 2 kilometer voor Recajo.
Deze weg maakt deel uit van nationale weg N-232.